# هولدن کامیرا

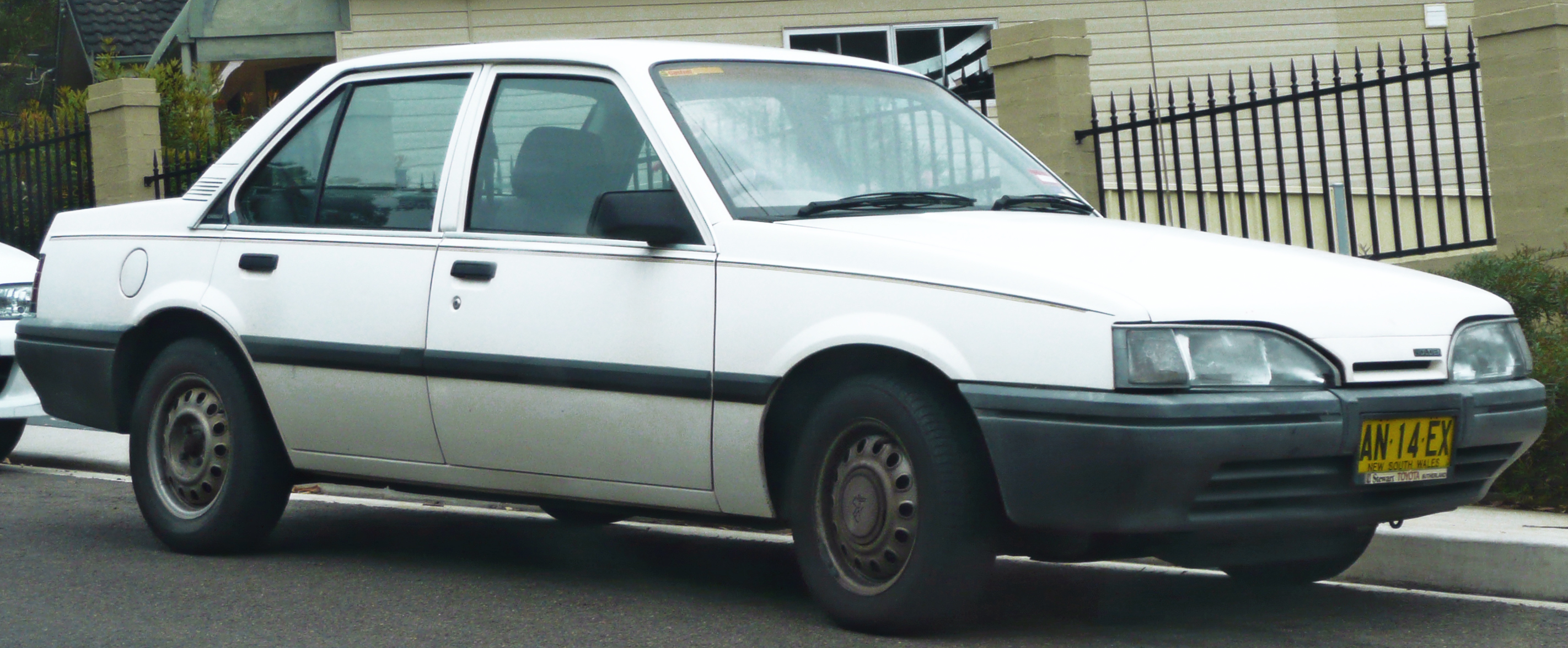

هولدن کامیرا (Holden Camira) خودرویی است که در سال‌های ۱۹۸۲ تا ۱۹۸۹ (۱۵۱،۸۰۷ produced)تولید شده‌است. طراحی آن خودروهای موتور جلو-محور جلو بوده است. 

## نگارخانه

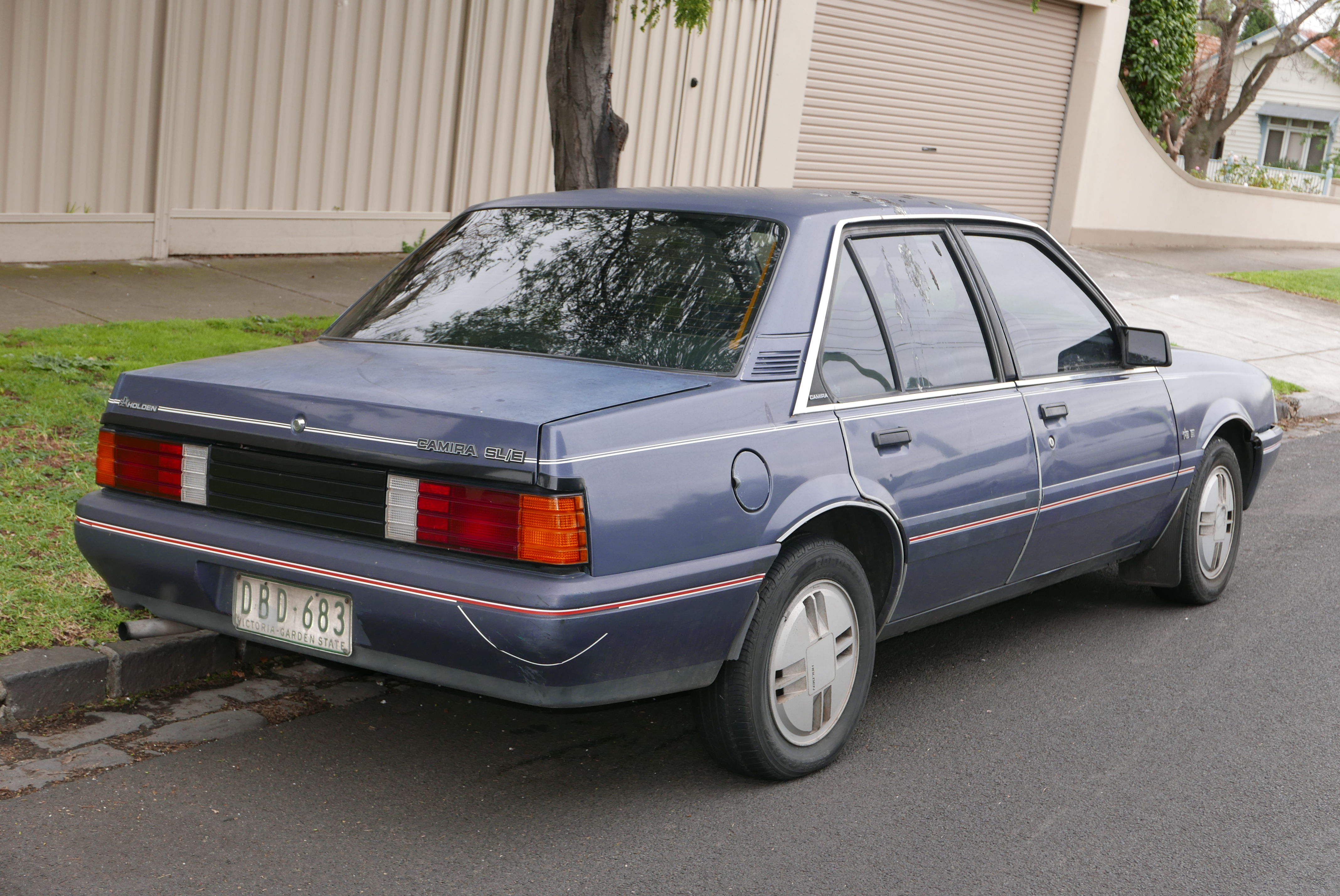
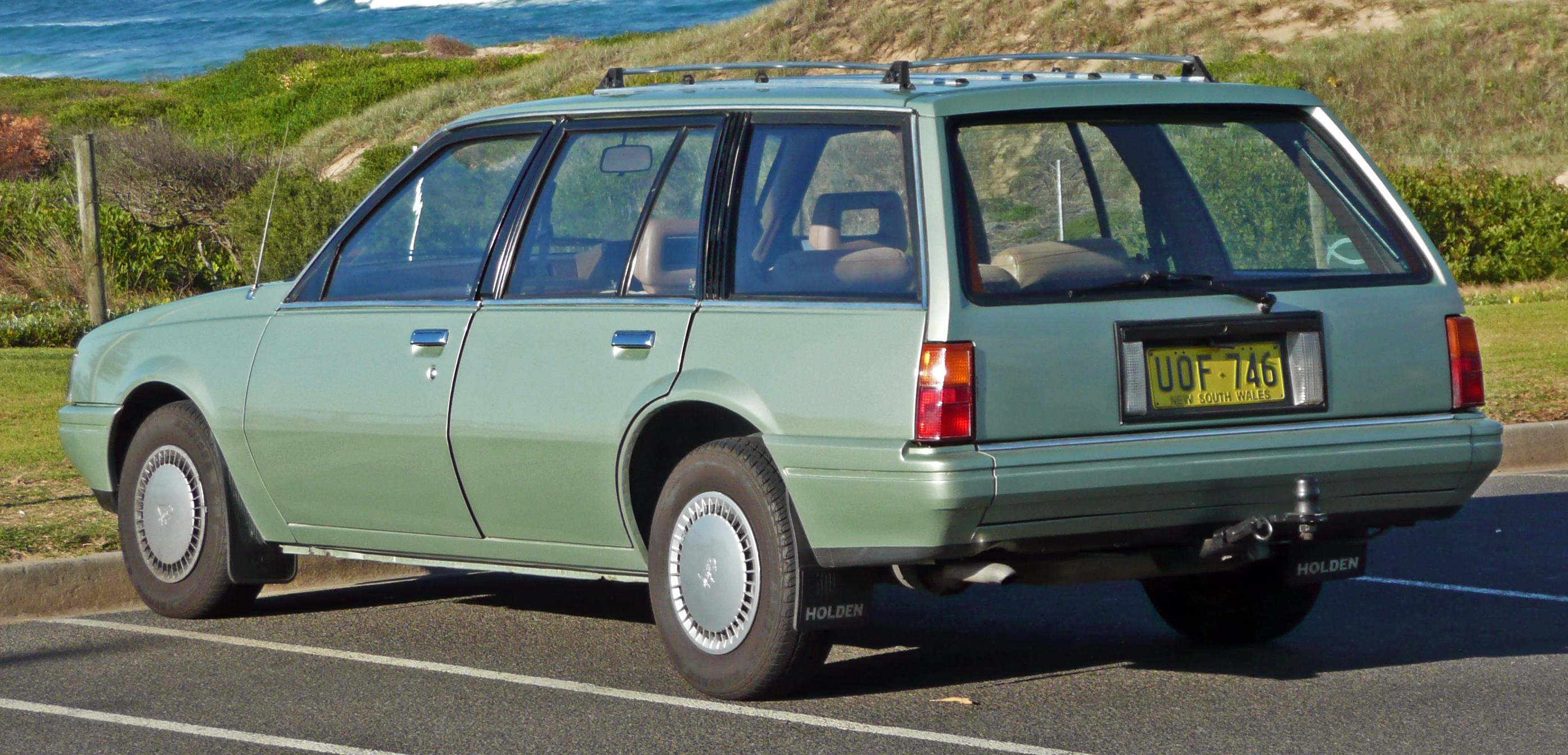